# Novi list
Novi list (deutsch „Neues Blatt“) ist eine kroatischsprachige Tageszeitung aus Rijeka. Den überwiegenden Leseranteil machen Leser aus der kroatischen Gespanschaft Primorje-Gorski kotar aus. Novi list wurde 1900 von Frano Supilo gegründet.
Am 25. November 2011 kaufte Albert Faggian 80,32 % der Zeitung.

## Weblink
- Offizielle Webseiten (kroatisch)